# Dendrobrachia
Dendrobrachia is een geslacht van neteldieren uit de klasse van de Anthozoa (bloemdieren).

## Soorten
- Dendrobrachia bonsai Lopez-Gonzales & Cunha, 2010
- Dendrobrachia fallax Brook, 1889
- Dendrobrachia multispina Opresko & Bayer, 1991
- Dendrobrachia paucispina Opresko & Bayer, 1991
- Dendrobrachia sarmentosa Lopez-Gonzales & Cunha, 2010